# Schraudenbach
Schraudenbach ist ein Gemeindeteil des Marktes Werneck im unterfränkischen Landkreis Schweinfurt in Bayern. Am 15. Juni 2016 geriet Schraudenbach in die internationalen Schlagzeilen durch den Einsturz der im Bau befindlichen Talbrücke Schraudenbach an der A 7.

## Geographie
Das Pfarrdorf mit den zugehörigen Gehöften Klingenhof, Lindenhof und Wiesenhof liegt vier Kilometer westlich von Werneck. Der nördlich entspringende Stängersgraben, ein Nebenfluss der Wern, fließt durch den Ort. Es liegt 14 Kilometer südwestlich der Stadtmitte von Schweinfurt.
Schraudenbach ist ein Straßendorf, die Häuser liegen längsseitig an der Hauptstraße des Ortes. Dahinter schließen sich Siedlungsgebiete an.

## Geschichte
1272 wurde Schraudenbach erstmals urkundlich erwähnt. Alte Namensformen sind „Schrutenbuoch“ und „Schruetembuch“, sie bedeuten eine Rodung im Buchenwald. Früher blühte die Pferdezucht, im Nebenerwerb wurden Reisigbesen gefertigt, viele Einwohner arbeiteten als Steinhauer in den Steinbrüchen der näheren Umgebung.
Am 1. Juli 1972 wurde die Gemeinde Schraudenbach im Zuge der Gebietsreform in Bayern in die Gemeinde Werneck eingegliedert.

## Baudenkmäler
Sehenswert ist die katholische Pfarrkirche St. Jakobus der Ältere.

## Wirtschaft und Infrastruktur
Das Ackerland ist von guter bis mittlerer Qualität. Die dort angebaute Braugerste ist von hoher Güte. Die Bewohner sind in der Landwirtschaft und vor allem in der Schweinfurter Großindustrie beschäftigt.
Am nördlichen Ortsrand liegt das Freibad des Marktes Werneck.

### Verkehr
Durch Schraudenbach führt die Kreisstraße SW 12. In 1 km Entfernung verläuft die Autobahn A 7. Sie ist über die SW 12 und die Bundesstraße 26a erreichbar, die als Fortsetzung der A 70 an das Autobahnkreuz Schweinfurt/Werneck anschließt.
Der Ort ist an das Radwegenetz des Marktes Werneck angebunden.

## Einsturz der Talbrücke Schraudenbach
Die A 7, eine der wichtigsten europäischen Nord-Süd-Verbindungen („Skandinavienautobahn“), verläuft 1 km südöstlich der Dorfmitte und überquert dort die Kreisstraße SW 12 mittels der etwa 20 m hohen Talbrücke Schraudenbach. Die alte vierstreifige Brücke von 1965 wurde 2015 durch einen sechsstreifigen Neubau ersetzt und liegt 2 km südwestlich des Autobahnkreuzes Schweinfurt/Werneck.
Am 15. Juni 2016 gegen 16 Uhr stürzte von der im Bau befindlichen neuen Brücke ein 40 m langer, eingeschalter Abschnitt während der Betonierarbeiten 20 m in die Tiefe auf die Kreisstraße SW 12, auf der sich an dieser Stelle niemand während des Unglücks befand. Zahlreiche Bauarbeiter wurden mit in die Tiefe gerissen. Einer von ihnen starb, 15 wurden verletzt, darunter 6 schwer.